# Sceloenopla matronalis
Sceloenopla matronalis es una especie de insecto coleóptero de la familia Chrysomelidae. Fue descrita científicamente en 1905 por Weise.